# (32823) 1991 TM8
1991 TM8 (asteroide 32823) é um asteroide da cintura principal. Possui uma excentricidade de 0.11986480 e uma inclinação de 5.83903º.
Este asteroide foi descoberto no dia 1 de outubro de 1991 por Spacewatch em Kitt Peak.